# Duvy
Duvy ist eine französische Gemeinde mit 417 Einwohnern (Stand: 1. Januar 2022) im Département Oise in der Region Hauts-de-France. Sie gehört zum Arrondissement Senlis und zum Kanton Crépy-en-Valois.

## Geographie
Duvy liegt etwa 24 Kilometer ostnordöstlich von Senlis und etwa 25 Kilometer südsüdöstlich von Compiègne. Die Automne fließt an der nordwestlichen Grenze entlang. Umgeben wird Duvy von den Nachbargemeinden Rocquemont im Norden und Nordwesten, Séry-Magneval im Norden, Crépy-en-Valois im Osten, Rouville im Südosten, Ormoy-Villers im Süden, Auger-Saint-Vincent im Westen und Südwesten sowie Trumilly im Westen und Nordwesten.

## Einwohner
| 1962                      | 1968 | 1975 | 1982 | 1990 | 1999 | 2006 | 2013 |
| ------------------------- | ---- | ---- | ---- | ---- | ---- | ---- | ---- |
| 386                       | 379  | 432  | 430  | 414  | 419  | 426  | 468  |
| Quelle: Cassini und INSEE |      |      |      |      |      |      |      |

## Sehenswürdigkeiten
- Kirche Saint-Pierre, Ende des 11. Jahrhunderts erbaut, seit 1954 Monument historique (siehe auch: Liste der Monuments historiques in Duvy)

## Weblinks

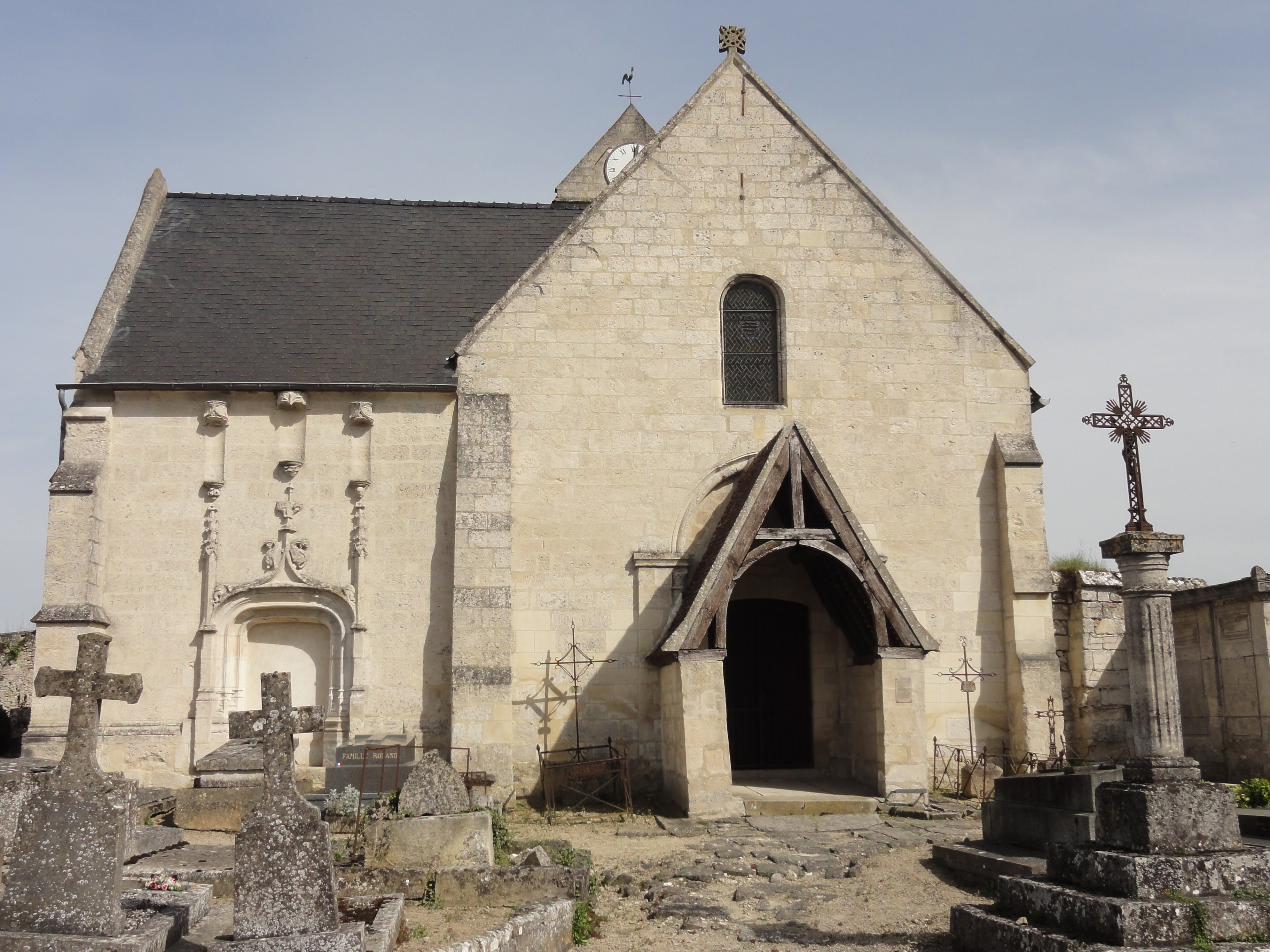
Kirche Saint-Pierre